# Nationalstraße 7 (Taiwan)
Die Nationalstraße 7 (chinesisch 國道七號, Pinyin Guódào qī hào, engl. National freeway 7) ist eine geplante Autobahn in Taiwan. Die Autobahn soll eine Ostumfahrung der Kernstadt von Kaohsiung und soll eine Verbindung zwischen dem Hafen im Süden der Stadt und der Nationalstraße  im nördlichen Stadtbezirk Renwu bilden. Die geplante Länge beträgt 27 Kilometer. Die Autobahn sollte 2016 oder 2017 gebaut werden. Die Planungen stießen bei Umweltschützern auf Bedenken, da die Autobahntrasse durch eines der wenigen Grüngebiete Kaohsiungs in Fengshan führen soll. Bisher ist die Autobahn nicht in Betrieb.

## Großstädte an der Autobahn
- Kaohsiung